# Hypnum heseleri
Hypnum heseleri är en bladmossart som beskrevs av Hisatsugu Ando och Masanobu Higuchi 1994. Hypnum heseleri ingår i släktet flätmossor, och familjen Hypnaceae. Inga underarter finns listade i Catalogue of Life.